# Manfred Schenk
Manfred Schenk (* 23. Januar 1930 in Stuttgart; † 13. Dezember 1999 in Wächtersbach) war ein deutscher Opern- und Konzertsänger. Er war Bassist und übernahm ab Ende der 1970er-Jahre auch die dem Heldenbariton-Fach zugeordneten Wagner-Partien des Wotan und Hans Sachs.

## Leben
Manfred Schenk war der Sohn eines Bauunternehmers. Nach einer Maurerlehre studierte er Gesang an der Hochschule für Musik in Stuttgart, ferner hatte er privaten Unterricht bei Karl-Heinz Jarius. Er sang zunächst drei Jahre im Chor des Süddeutschen Rundfunks, ehe er 1960 sein erstes Engagement am Theater Regensburg erhielt. Hier gab er in der Rolle des Baron Ochs auf Lerchenau in Richard Strauss’ Der Rosenkavalier sein Debüt. 1963 wechselte Schenk an die Städtischen Bühnen Gelsenkirchen, 1966 folgte eine Verpflichtung an das Opernhaus Zürich. Von 1969 bis 1995 war er Ensemblemitglied der Städtischen Bühnen Frankfurt.
Daneben sang Schenk an bedeutenden Opernhäusern und bei Festspielen im In- und Ausland. In Deutschland gastierte er unter anderem an der Bayerischen Staatsoper, der Hamburgischen Staatsoper und der Deutschen Oper Berlin, Gastspiele im Ausland führten ihn an die Wiener Staatsoper, das Teatro dell’Opera di Roma, das Royal Opera House im Londoner Covent Garden, die Mailänder Scala, das Teatro Colón in Buenos Aires, das Gran Teatre del Liceu in Barcelona oder die New Yorker Metropolitan Opera. Zwischen 1981 und 1993 stand Schenk in verschiedenen Rollen wiederholt auf der Bühne der Bayreuther Festspiele, Teilnahmen an weiteren Festspielen sahen ihn in Salzburg, Bregenz und am Opernhaus von Glyndebourne.
Den Mittelpunkt in Schenks Karriere markierten zahlreiche Figuren in Werken Richard Wagners, darunter Hans Sachs und Veit Pogner in Die Meistersinger von Nürnberg, Hagen in der Götterdämmerung, der Wanderer in Siegfried, Hunding und Wotan in der Walküre, Daland im Fliegenden Holländer oder König Heinrich in Lohengrin. Daneben war er der Großinquisitor in Don Carlos von Giuseppe Verdi, Sarastro in Mozarts Zauberflöte, die Titelfigur in Mosè in Egitto von Gioachino Rossini oder der Heiratsvermittler Kezal in Bedřich Smetanas Die verkaufte Braut. Bereits 1967 sang Schenk in zwei Uraufführungen: In Hamburg den Schwarzen Bill in der Uraufführung von Alexander Goehrs Oper Arden muß sterben und in Zürich Charles Bovary in Madame Bovary von Heinrich Sutermeister,  1969 war er am Theater Recklinghausen der Feldmarschall Kutusow in der deutschen Erstaufführung von Krieg und Frieden von Sergei Prokofjew.
In den Jahren 1979, 1981 und 1983 war Manfred Schenk zu Gast in der Unterhaltungssendung Zum Blauen Bock von und mit Heinz Schenk. Er war mit der Schauspielerin Goda Marwig verheiratet.

## Auszeichnungen
- 1986: Ernennung zum Kammersänger
- 1995: Ehrenmitglied der Frankfurter Oper
- 1995: Ehrenplakette der Stadt Frankfurt am Main

## Filmografie
- 1984: Die Meistersinger von Nürnberg
- 1985: Il ritorno d’Ulisse in patria
- 1991: Lohengrin